# Đại học Công nghệ Rajamangala Thanyaburi
Đại học Công nghệ Rajamangala Thanyaburi (tiếng Anh: Rajamangala University of Technology Thanyaburi, viết tắt: RMUTT, tiếng Thái Lan: มหาวิทยาลัยเทคโนโลยีราชมงคลธัญบุรี) là trường Đại học được thành lập năm 2005, tại Thái Lan, là sự tổ hợp của các đơn vị:
- Kỹ sư
- Kỹ thuật nông nghiệp
- Kiến trúc
- Quản trị kinh doanh
- Kinh tế gia đình
- Giáo dục công nghiệp
- Giáo dục khai phóng
- Khoa học và Công nghệ
- Truyền thông đại chúng
- Âm nhạc và Kịch
- Dược liệu truyền thống Thái Lan